# Xã Oneco, Quận Stephenson, Illinois
Xã Oneco (tiếng Anh: Oneco Township) là một xã thuộc quận Stephenson, tiểu bang Illinois, Hoa Kỳ. Năm 2010, dân số của xã này là 1.331 người.